# The Statesman

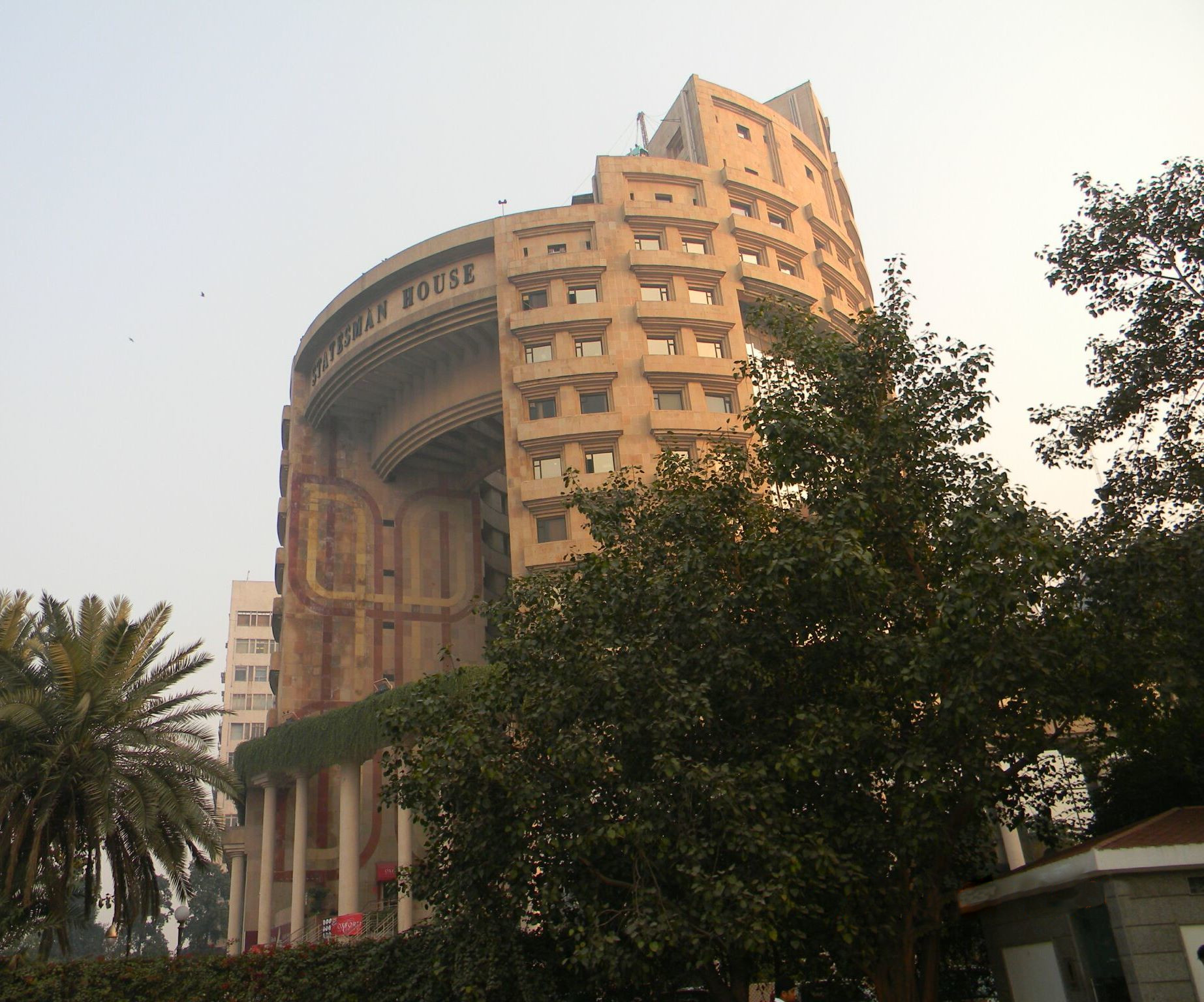
Statesman House, New Delhi

The Statesman est un journal quotidien indien, publié en anglais et fondé en 1875. Il est publié simultanément à Calcutta, New Delhi, Siliguri et Bhubaneswar. Il appartient à la société The Statesman Ltd, son siège social est situé à la Statesman house, Chowringhee Square à Calcutta et son bureau de la rédaction est à la Statesman House, Connaught Place à New Delhi. Il est membre du Asia News Network.
The Statesman a, en moyenne, une diffusion de 180 000 exemplaires en semaine et 230 000 le dimanche ce qui le place parmi les plus importants journaux anglophones du Bengale-Occidental en Inde.

## Histoire
The Statesman est l'héritier direct de deux journaux : The Englishman, fondé en 1811, et The Friend of India tous deux édités à Calcutta. Le 15 janvier 1875, un Anglais nommé Robert Knight le fonde sous le nom de The Statesman and New Friend of India. Peu après, le nom sera raccourci pour devenir The Statesman. Pendant la période de colonisation britannique, il était dirigé et géré par les Anglais, mais son contrôle est passé aux Indiens après l'indépendance. Son premier rédacteur en chef a été M. Pran Chopra.
En février 2009, le rédacteur en chef (Ravindra Kumar) et l'éditeur (Anand Sinha) ont été arrêtés au motif de « heurter la sensibilité religieuse » des musulmans. Selon la BBC, certains musulmans ont été choqués par le fait que The Statesman ait republié l'article de Johann Hari intitulé « Pourquoi devrais-je respecter ces religions oppressives ? »,, paru d'abord dans le quotidien londonien The Independent.

## Ligne éditoriale
Le journal est connu pour sa véhémente position contre le pouvoir établi. Il s'est opposé au déplacement de la capitale indienne de Calcutta vers New Delhi en 1911 par ces termes: «Les Anglais sont allés à la ville des cimetières pour y être enterrés».
Il s'est vigoureusement opposé à l'état d'urgence déclaré par Indira Gandhi entre juin 1975 et mars 1977. 
Le prix du Statesman pour le reportage rural est décerné chaque année aux journalistes les plus marquants, sans distinction d'appartenance politique, pour promouvoir l'ascension sociale des Indiens défavorisés. Le prix est  décerné le 16 septembre de chaque année, la date d'anniversaire de la mort du juge Sudhi Ranjan Das, premier juge en chef de la Cour suprême de l'Inde et président du Statesman durant le tumultueux état d'urgence. 
Le journal se caractérise par ses reportages au style concis.
Autrefois, le quotidien de langue anglaise le plus largement lu du Bengale-Occidental, The Statesman a perdu du terrain face à The Times of India, l'Hindustan Times et The Telegraph (édition de Calcutta) dans l'état.

## Supplément
Parmi tous les suppléments du Statesman, un des plus notables est celui du jeudi appelé “Section 2” qui est publié à New Delhi. Le supplément de quatre pages est  réputé pour ses analyses en profondeur sur l'art, la danse, le théâtre, la mode, les modes de vie et les divertissements. À Calcutta, le supplément Voices se concentre sur les écoles et les écoliers. Il a beaucoup gagné en popularité depuis sa création en 1995 en donnant la possibilité à des écoliers de mettre leur talent en valeur en publiant leurs articles de recherche, des poèmes ou de petits clips. 
Voices se targue d'avoir un grand nombre de “coordinateurs”, ou de journalistes étudiants qui forment  sa structure de base et la liaison entre The Statesman et les écoliers. Parmi ses  autres activités, Voices accueille chaque année, sur deux jours, le festival Vibes à Calcutta, qui met en vitrine des compétitions inter-école dans différents domaines. Des musiciens et groupes populaires donnent également des spectacles.
Le supplément du dimanche 8th Day est la plus importante section littéraire du journal. Elle est constituée de contributions des lecteurs, notamment des nouvelles et des poèmes. Alors que l'autre supplément du dimanche evolve traite principalement de la scène culturelle indienne, Marquee, publié tous les samedis, couvre la scène culturelle et les films.
The Statesman et Bartaman (un journal bengali) ont rassemblé leurs ressources pour faciliter des abonnements semestriels et annuels au moindre coût.

## Personnage clé
Ravindra Kumar est le rédacteur en chef du Statesman, Usha Mahadevan est la rédactrice-résidente du Statesman à New-Delhi et K. Ravi est le rédacteur-résident du Statesman à Bhubaneswar.

## Publications sœur
Dainik Statesman, un journal hebdomadaire Bengalais, a été lancé en juin 2004, qui est publié simultanément à Calcutta et Siliguri.